# Вторая Кривка
Втора́я Кри́вка (Кри́вка Втора́я, Кривка 2-я) — упразднённое в 1978 году село Грязинского района Липецкой области России. На момент упразднения входила в состав   Сошкинского сельского совета. 
Малая родина трёх Героев Советского Союза.

## Название
Название — по реке Кривке, на берегу которой находится. Определение Вторая, 2-я появилась потому, что на этой же речке есть более старое село Кривка.

## География
Расположено на  правом берегу реки Кривки.

## История
Выделилась из села Сошки в XVIII веке. В документах 1782 года упоминается как селение, принадлежащее к селу Сошки.
В 1978 году село Кривка 2-я вошла в состав села Сошки.

## Известные уроженцы, жители
- Герой Советского Союза В. И. Меляков
- Герой Советского Союза Н. Н. Покачалов
- Герой Советского Союза И. Т. Фролов

## Инфраструктура
Личное подсобное хозяйство с зоной сельскохозяйственного использования, индивидуальная застройка усадебного типа.